# Laphria
Laphria was in de Griekse religie de naam van een festival, ontleend aan de cultus van Artemis, dat jaarlijks doorging in Patrai. Het belang van dit festival blijkt uit het feit dat op veel plaatsen een maand met de naam Laphrios in de Griekse kalender voorkwam (in Aetolië, Phokis, Erineos en Gythion).
Pausanias meldt hoe in Patrai jaarlijks het Laphriafestival werd gehouden, gepaard met een processie en waarbij brandoffers bij de aan de godin werden opgedragen.

## Oorsprong
De oorsprong van deze cultus zou aldus Pausanias zijn terug te voeren op afstamming van Delphos, via "Laphrios", die zelf van "Castalios" afstamde. Deze Laphrios zou het beeld van goud en ivoor hebben besteld bij de beeldhouwers Menaichmos en Soidas in Calydon. Maar het epitheton van de godin, evenals het beeld, waren volgens de legenden die Pausanias noteerde van vreemde origine voor de inwoners van Patrai.
Het Laphriafestival zou aan de oudere cultus van Potnia Theron, de "Meesteres der wilde dieren" zijn ontleend, die zich al vroeg over heel Griekenland had verspreid.

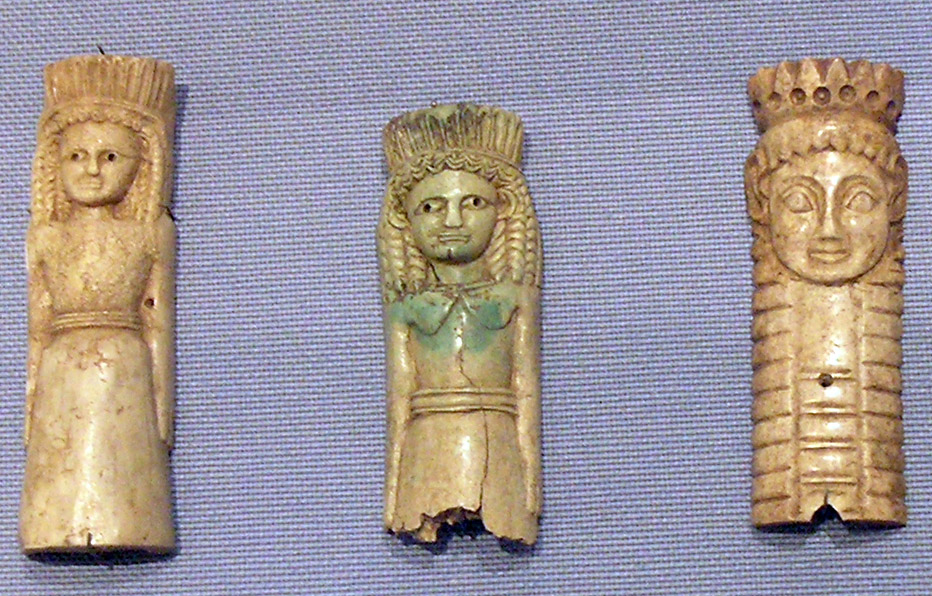
Mascotjes van Artemis

Volgens relatief recente teksten zou de cultus van Artemis Laphria verwant zijn geweest aan die van Britomartis vanuit Kreta. Sporen ervan zouden zijn terug te vinden in Korfoe. De bewoners van Messenië ontleenden hem aan de Etoliërs. Zij lieten Damophon van Messene nog een chryselephantine beeld van Artemis Laphria maken in de 2e eeuw v.Chr.
Maar de cultus bloeide voornamelijk in Patrai en daar werd jaarlijks het 'Lapprua' gevierd. In de tempel bevond zich een beeld van de godin in goud en ivoor, vermomd als jaagster.
Het festival duurde meerdere dagen met als hoogtepunten een plechtige processie en een offerfeest.
In de dagen die aan de ceremonie voorafgingen maakte men het altaar voor de godin klaar. Er werd hout rondom gestapeld dat voor het offer zou dienen. De processieweg werd eveneens waar nodig hersteld. Op de eigenlijke feestdag nam de hele stad deel aan de ceremonie, zowel de magistraten als het gewone volk.
Er volgde een schitterende processie. Het hoogtepunt van de ceremonie werd bereikt wanneer de priesteres van Artemis verscheen, rechtopstaand op een strijdwagen die met herten was bespannen. De godin Artemis wordt zelf vaak op die manier voorgesteld in de kunst.
Daarop volgde het offer, vreemd en zeldzaam in zijn soort. Men ontstak de brandstapel die op het altaar was klaargelegd en in de vuurgloed werden allerlei soorten levende dieren gegooid, zowel wilde als tamme: eetbare vogels en viervoeters zoals everzwijnen, herten, maar ook wolfachtigen, beren en nog andere, naast allerlei vruchtmanden en gewassen. Dit zou de godin volledig gunstig stemmen. Als een dier aan de vuurzee ontsnapte werd het aldus Pausanias door de celebranten nagezeten en weer gevangen om dan definitief in het vuur te worden geworpen. Hij merkt op dat voor zover geweten daarbij nooit iemand door een dier werd gebeten.

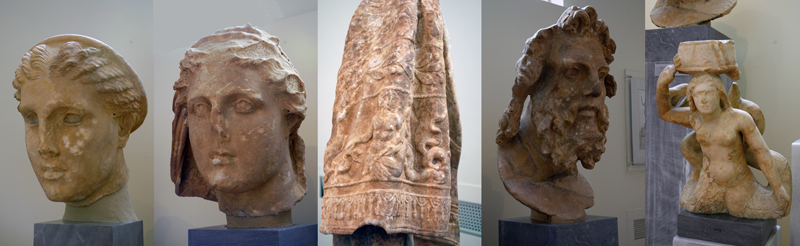
Beeldfragmenten van de figurengroep van Damophon uit Lykosura: van links naar rechts: Artemis, Demeter, sluier van Despoina, Anytos en een vrouwelijke Triton (Fragment van de troon), Archeologisch Nationaal museum van Athene